# The Last Fight
The Last Fight – drugi singel walijskiej metalcore'owej grupy Bullet for My Valentine. Został wydany 19 kwietnia 2010. Teledysk do tego utworu został opublikowany 12 marca 2010 roku.

## Lista utworów

### Singel promocyjny
1. „The Last Fight” – 4:18

### Limitowana edycja singla
1. „The Last Fight” – 4:18
2. „Begging for Mercy” – 3:55

## Twórcy
- Matthew „Matt” Tuck – śpiew, gitara
- Michael „Padge” Padget – gitara, śpiew towarzyszący
- Jason „Jay” James – bas, śpiew towarzyszący
- Michael „Moose” Thomas – perkusja
- Matt Bond – pianino (wersja akustyczna)

## Produkcja
- Don Gilmore – producent
- Chris Lord-Alge – miksowanie